# 莫尔特鲁
莫尔特鲁（法語：Mortroux，法語發音：[mɔʁtʁu]）是法国克勒兹省的一个市镇，位于该省北部，属于盖雷区。

## 地理
莫尔特鲁（46°23'51"N, 1°54'55"E）面积13.28 平方千米，位于法国新阿基坦大区克勒兹省，该省份为法国中部省份，位于法國中央高原西北部，北起安德尔省和谢尔省，西接维埃纳省，南至科雷兹省，东临多姆山省，东北与阿列省接壤。
与莫尔特鲁接壤的市镇（或旧市镇、城区）包括：卢杜埃圣皮埃尔、拉福雷迪唐普勒、穆捷马尔卡、努济耶、利纳尔-马尔瓦勒。

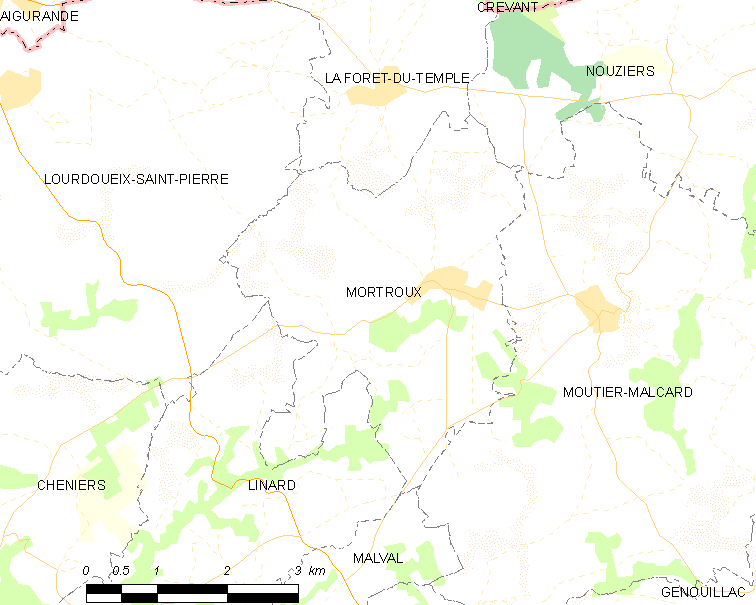
莫尔特鲁的OSM定位图

莫尔特鲁的时区为UTC+01:00、UTC+02:00（夏令时）。

## 行政
莫尔特鲁的邮政编码为23220，INSEE市镇编码为23136。

## 政治
莫尔特鲁所属的省级选区为博纳县。

## 人口

1962-2008年间莫尔特鲁人口变化图示

莫尔特鲁于2022年1月1日时的人口数量为276人。